# 紅點短頜鱂脂鯉
紅點短頜鱂脂鯉，中文别名粉红钻溅水鱼，為輻鰭魚綱脂鯉目脂鯉亞目鱂脂鯉科的其一種。其种加词“guttata”意为“点状纹样的”。

## 分布
本魚分布於南美洲亞馬遜河流域中游。

## 特徵
本魚背部呈褐綠色，側腹體色較深，而腹部為淺黃色。在每一片大鱗片前端都有紅斑紋，看起來呈斑點狀。體長可達7.6公分。

## 生態
本魚棲息在淡水溪流中，性情溫和，屬雜食，以蠕蟲、昆蟲、小型甲殼動物等為食。

## 經濟利用
為觀賞性魚類，相當容易飼養和繁殖，雌魚產卵後，由雄魚負責護衛。